# (12896) Жоффруа
(12896) Жоффруа (лат. Geoffroy) — небольшой астероид внешней части главного пояса, который был открыт 26 августа 1998 года бельгийским астрономом Эриком Эльстом в обсерватории Ла-Силья и назван в честь французского натуралиста и зоолога Этьена Жоффруа.

Орбита астероида Жоффруа и его положение в Солнечной системе